# Dubiaranea nivea
Dubiaranea nivea is een spinnensoort uit de familie hangmatspinnen (Linyphiidae). De soort komt voor in Bolivia.